# فرودگاه کاپر سنتر
فرودگاه کاپر سنتر (به انگلیسی: Copper Center Airport) (به زبان بومی: Copper Center 2 Airport) یک فرودگاه همگانی بهره‌برداری هوایی با کد یاتا CZC است که یک باند فرود شن دارد و طول باند آن ۶۷۱ متر است. این فرودگاه در شهر کاپر سنتر، آلاسکا کشور ایالات متحده آمریکا قرار دارد و در ارتفاع ۳۵۱ متری از سطح دریا واقع شده‌است.